# 帕克斯頓 (伊利諾伊州)
帕克斯頓（英語：Paxton）是一個位於美國伊利諾伊州福特縣的城市。根據2010年美國人口普查，該地人口為4473人，而該地的面積約為7.65平方千米。同時該地也是福特縣的縣治。

## 地理
帕克斯頓的座標為40°27′31″N 88°05′45″W / 40.45861°N 88.09583°W，而該地的平均海拔高度為243米（即798英尺）。